# 43 ثنكز
43 ثنكز (43 Things وتلفظ ‎/ˈfɔrtiˈθri θɪŋz/‏ بالإنجليزية) هو موقع مجتمع شبكي ، يمكنك من وضع أهداف تريد أن تحققها وأن تجد صلات بين ناس يريدون تحقيق هذه الأهداف أيضا، يعتمد على مبدأ العلامات أو الوسوم. حيث أن أهدافك تصل إلى الناس الآخرين الذين يشابهونك في أهدافهم وتعتمد على مبدأ يسمى Folksonomy.

## بداية
أنشئ موقع 43 Things في 1 يناير من عام 2005 بواسطة شركة روبوت التعاونية، وهي شركة صغيرة تقع في سياتل التي أسسها المُدوّن إيريك بينسون، والكاتب دانيل سبيلز، والمدير التنفيذي لشركة مايكروسوفت جوش بيتيرسن .

## جوائز
في عام 2005، موقع 43 Things فاز بجائزة وبي (Webbey) لأفضل موقع شبكة اجتماعية.